# 팔거 전씨
팔거 전씨(八莒全氏)는 대구광역시 북구를 본관으로 하는 한국의 성씨이다. 시조 전원태(全元台)는 고려에서 합단군(哈丹軍)이 침입에 맞서 공을 세워 팔거군에 봉해졌다.

## 참고 자료
- “팔거전씨(八莒全氏)”. 뿌리를 찾아서.[깨진 링크(과거 내용 찾기)]